# The Scientist
«The Scientist» (с англ. — «Учёный») ― рок-баллада британской рок-группы Coldplay. Композиция была написана совместно всеми участниками квартета для их второго студийного альбома A Rush of Blood to the Head. Является одной из самых известных и знаменитых песен коллектива. Композиция построена вокруг фортепианной мелодии, и текста, в котором рассказывается о сложности взаимодействия любви и науки. Баллада была выпущена в Великобритании 11 ноября 2002 года как второй сингл с альбома A Rush of Blood to the Head и достигла десятого места в британских хит-парадах. Она также была выпущена в США 15 апреля 2003 года как третий сингл и заняла восемнадцатое место в чарте Billboard Modern Rock Tracks и тридцать четвёртое место в хит-параде Adult Top 40.
Критики крайне высоко и положительно оценили саму балладу «The Scientist», фортепианный рифф композиции и фальцет Криса Мартина. Песня часто входит в списки лучших и величайших песен всех времён. Существует несколько ремиксов и мэшапов на этот трек; его рифф был широко использован во многих других музыкальных произведениях. На сингл был снят видеоклип, который получил три награды MTV Video Music Awards за использование обратной киносъёмки. В начале 2022 года видеоклип преодолел отметку в 1 миллиард просмотров. По состоянию на апрель 2023 года, он имеет 1,1 миллиарда просмотров и входит в пятёрку самых просматриваемых видеоклипов Coldplay. Песня также была представлена на концертном альбоме группы Live 2003 в 2003 году и с 2002 года постоянно входит в концертную программу квартета.
10 мая 2023 года вебсайт Bleeping Computer сообщил, что исследователь безопасности из Айовы Николас Старк, проанализировав прошивку твердотельного накопителя Kingston, обнаружил на нем текст песни «The Scientist», после чего связавшись с сайтом.

## Предыстория
Несмотря на то, что авторами песни числятся все участники Coldplay, замысел к её созданию возник у фронтмена группы Криса Мартина. Он написал «The Scientist» после прослушивания альбома Джорджа Харрисона All Things Must Pass. В интервью Rolling Stone Мартин рассказал, что во время работы над вторым студийным альбомом группы, A Rush of Blood to the Head, он понимал, что в альбоме чего-то не хватает. Однажды ночью, во время пребывания в Ливерпуле, он нашёл старое расстроено пианино. Мартин хотел проиграть песню Харрисона «Isn’t It a Pity» из альбома All Things Must Pass, но ему это не удалось. Когда получившееся дошло до Мартина, он попросил лид-гитариста коллектива Джонни Баклэнда включить диктофон. В заключение он сказал, что наткнулся на эту последовательность аккордов случайно, несмотря на это отметив, что мелодия получилась прекрасной. В конечном итоге, Мартин записал вокальные и фортепианные партии уже в студии в Ливерпуле.
Когда Криса Мартина спросили о смысле песни во время показа трек-за-треком, Мартин сказал:
Она [песня] только о девчонках. Странно, но о чем бы вы ни думали, будь то крах мировой экономики или ужасные экологические проблемы, больше всего вас всегда будет доставать тот, кто вам очень нравится.
Во вкладыше винилового выпуска A Rush of Blood to the Head говорится, что «Ученый - это Дэн». Это отсылка к Дэну Килингу, специалисту по рекламе и репертуару, который подписал сотрудничество Coldplay с Parlophone.

## Композиция
«The Scientist» — меланхоличная фортепианная рок-баллада, написанная в тональности фа мажор. Песня записана в жанре рок. Баллада начинается с основной клавишной мелодии из четырёх аккордов, созданной вокалистом Крисом Мартином, а затем к ней присоединяются первые куплеты. Потом, после первого припева, трек сопровождает остальная часть группы. Помимо основной фортепианной мелодии, музыка песни создается струнной аранжировкой, гармонией, акустической гитарой, ритмом которой являются барабаны в медленном темпе и риффы бас-гитары. После второго припева Джонни Бакленд играет гитарное соло на перегруженной электрогитаре.
Текст песни намекает на бессилие учёного человека перед лицом любви. Лирические куплеты отсылают к мужчине, отдавшемуся любовным чувствам, который выражает желание «вернуться к началу». В первых строках подчеркивается извинение: Come up to meet you, tell you I'm sorry/You don't know how lovely you are. Главный герой хочет вернуться к девушке, которую любит: I had to find you, tell you I need you/tell you I set you apart/tell me your secrets and ask me your questions/Oh, let's go back to the start. В припеве он ссылается на их отношения, которые не складываются: Nobody said it was easy/Oh, it's such a shame for us to part/Nobody said it was easy/No one ever said it would be this hard/Oh, let's go back to the start. Кроме того, он ссылается на научные вопросы в третьей строке второго куплета, намекая, на название песни: I was just guessing at numbers and figures/pulling the puzzles apart/questions of science, science and progress.

## Выпуск

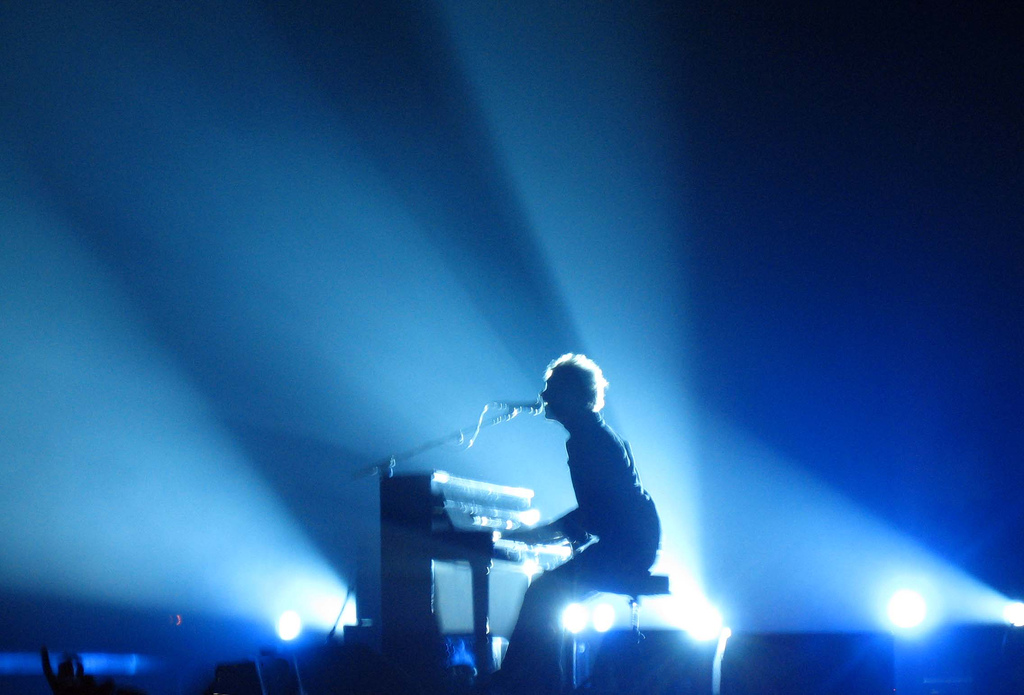
Крис Мартин исполняет «The Scientist» на фортепиано во время тура Twisted Logic в 2005 году

Coldplay выпустили «The Scientist» в Великобритании 11 ноября 2002 года как второй сингл с альбома. Композиция был выпущен с двумя би-сайдами: «1.36» и «I Ran Away». Готовясь к выпуску второго миньона альбома, американский лейбл группы Capitol Records посчитал, что песня не «вызвала достаточного прилива крови у американских слушателей»; вместо этого они выпустили «Clocks» в качестве второго сингла в США. В конечном итоге, баллада «The Scientist» была выпущена в США 15 апреля 2003 года.
В Австралии песня была выпущена на формате компакт-диска 27 октября 2003 года. Она заняла сороковое место в австралийском чарте синглов и восемнадцатое в хит-параде Billboard Modern Rock Tracks 1 ноября того же года. Композиция достигла шестнадцатой позиции в канадском чарте, а также десятой в UK Top 75 17 ноября 2002 года.
Обложку сингла создал норвежский фотограф Сøльве Сундсбø. Первоначально Сундсбø создал изображение, которое позже использовалось в качестве обложки альбома A Rush of Blood to the Head для модного журнала Dazed and Confused в конце 1990-х годов. Как и в случае с другими синглами альбома, на обложке "The Scientist" изображено черно-белое 3D-сканирование одного из участников группы, в данном случае ударника Coldplay Уилла Чемпиона.

## Приём
Композиция «The Scientist» получила широкое признание критиков. Роб Шеффилд из журнала Rolling Stone в своем обзоре альбома A Rush of Blood to the Head написал: «Фантастическая фортепианная баллада "The Scientist" имеет восхитительный финал фальцетом, от которого может встать каждый волос на затылке». Ник Саутхолл из журнала Stylus прокомментировал запись: «Фортепиано, которое играет в песне, схвачено идеально, теплое нажатие улавливается каждой отдельной клавиши, а не пронзительным звоном, как это часто бывает». Ян Уотсон из NME писал: «Песня "The Scientist" неразрывно связана с бесконечным ночным небом и тайными надеждами и сожалениями сотен тысяч незнакомцев».

### Итоговые списки
В октябре 2011 года газета NME поместила песню «The Scientist» на тридцать седьмое место в списке «150 лучших треков за последние 15 лет», а три года спустя на четыреста сорок восьмое место в списке «500 величайших песен всех времён». В 2009 году журнал Rolling Stone поставил её на пятидесятое место в списке «100 лучших песен десятилетия». В 2018 году тот же журнал поместил трек на то же место в своем списке «100 величайших песен века». В 2019 году музыкальная пресса Billboard поставила песню на пятое место в своем альманахе «50 величайших песен Coldplay», а в 2021 году газета American Songwriter поставила песню на шестое место в своем списке «10 величайших песен Coldplay». Также закрепил известность песни журнал Blender, поставив композицию на пятьдесят пятое место в списке «Топ 500 песен двадцатилетия». В 2018 году журнал Боба Дилана The Telegraph определил композицию на шестьдесят пятое место в сборнике «100 величайших песен всех времён». The Guardian добавил песню в список «1000 песен, которые обязан услышать каждый».
| Издатель      | Год  | Название                                   | Позиция      | Источник |
| ------------- | ---- | ------------------------------------------ | ------------ | -------- |
| Blender       | 2005 | Топ 500 песен двадцатилетия                | 55           | [ 36 ]   |
| Consequence   | 2009 | Топ 50 песен десятилетия                   | 36           | [ 39 ]   |
| Dig!          | 2022 | Лучшие видеоклипы                          | 15           | [ 40 ]   |
| The Guardian  | 2009 | 1000 песен, которые обязан услышать каждый | Присутствует | [ 41 ]   |
| NME           | 2011 | 150 лучших треков за последние 15 лет      | 37           | [ 42 ]   |
| NME           | 2014 | 500 величайших песен всех времён           | 448          | [ 30 ]   |
| NPO Radio 2   | 2022 | Топ 2000                                   | 58           | [ 43 ]   |
| Q             | 2004 | 50 величайших британских песен             | 20           | [ 44 ]   |
| Q             | 2006 | 100 величайших песен всех времён           | 81           | [ 45 ]   |
| Rolling Stone | 2011 | 100 лучших песен десятилетия               | 54           | [ 32 ]   |
| Rolling Stone | 2018 | 100 величайших песен века на данный момент | 50           | [ 33 ]   |
| The Telegraph | 2018 | 100 величайших песен всех времён           | 65           | [ 46 ]   |

## Наследие и другие версии песни
Баллада «The Scientist» вошла в составляющее двух концертных альбомов Coldplay: Live 2003 и Live in Buenos Aires. Композиция была исполнена вживую Эйми Манн и выпущена в специальном выпуске её альбома Lost in Space. Наташа Бедингфилд, Алекс Бэнд, Имон и Аврил Лавин спели песню в радиошоу Джо Уайли Live Lounge. Белинда Карлайл представила свою кавер-версию трека в реалити-шоу Hit Me Baby One More Time канала ITV1. Британский женский квартет All Angels сделал хоровую аранжировку песни для своего альбома Into Paradise, выпущенного в 2007 году. Канадская панк-рок-группа Sum 41 вдохновившись композицией, воспроизвела её аккорды в песне «Pieces». Телешоу MADtv сделало пародию на видеоклип под названием «The Narcissist» (с англ. — «Нарцисс»). Оригинальная версия Coldplay вместе с кавером на трек в исполнении Дэнни Лонера были показаны в фильме «Одержимость». Эллисон Ираета и Крис Аллен исполнили песню акустическим дуэтом на митинге Опры Уинфри «No Phone Zone» в Лос-Анджелесе.
В 2011 году Вилли Нельсон сделал кавер на песню для короткометражного фильма «Назад к началу», спонсируемого Chipotle Mexican Grill, в котором освещаются проблемы концентрированного кормления животных. Эта версия также появляется как последний трек на его альбоме Heroes 2012 года. Интерпретация композиции Нельсона проигрывается во время заключительных титров фильма 2014 года «Судья». Песня была использована 23 мая 2011 года в эпизоде WWE Raw в клипе, посвященном борцу «Macho Man» Рэнди Сэвиджу, умерший тремя днями ранее. Трек был исполнен Кори Монтейтом, Дарреном Криссом, Наей Риверой, Мэтью Моррисоном, Лией Мишелью, Крисом Колфером, Хизером Моррисом и Джеймой Мэйс в эпизоде «The Break Up» сериала «Хор» 4 октября 2012 года. В 2014 году Майли Сайрус представила свою кавер-версию песни на отдельных этапах своего тура Bangerz. Коринн Бейли Рэй сделала кавер на песню «The Scientist» для саундтрека к фильму «На пятьдесят оттенков темнее». Конор Мейнард делает кавер на несколько куплетов баллады в акустическом исполнении «Are You Sure?» с Крисом Кроссом Амстердамом и Ty Dolla Sign. Американский коллектив The Petersens переработала песню в жанре кантри в 2020 году. В 2021 году итальянский исполнитель Дзуккеро исполнил композицию для своего дебютного кавер-альбома Discover.

## Видеоклип

Видеоклип полностью снят в обратном съёмке и несёт обратное повествование. На кадре из видео девушка главного героя (в исполнении Элейн Кэссиди) мертва. Сзади идёт главный герой (в исполнении Криса Мартина), который пытается исправить катастрофу, «вернувшись к началу».

Видеоклип на песню отличалось характерным обратным повествованием, в котором использовалось движение в обратном направлении. Та же концепция ранее использовалась в видеоклипе Спайка Джонза на песню The Pharcyde «Drop». Стиль обратного движения впервые был воспроизведён в 1989 году в клипе на песню «The Second Summer of Love» шотландской группы Danny Wilson. Чтобы казалось, что Мартин поет текст в «обратном» кадре, ему пришлось научиться петь песню задом наперед, на что у него ушёл месяц. Мартин на протяжении подготовки к записи видео изучал движения губ, чтобы добиться должного результата. Видеоклип снимался в разных местах, в том числе в Лондоне и в Борн-Вудс в Суррее, перед первым этапом тура A Rush of Blood to the Head. Режиссёром выступил Джейми Трейвз. Видео было снято с 30 сентября по 3 октября 2002 года. Премьера состоялась 14 октября на телеканале MTV.
Видео начинается с главного героя (в исполнении Мартина), лежащего на матрасе. Показано, как он в обратном движении бродит по разным местам, прежде чем упасть на матрас. После второго припева показано, как герой Мартина выходит из своей машины в лесу, где показана мёртвая женщина. Выясняется, что она и главный герой попали в автомобильную аварию; девушка вылетела через лобовое стекло, потому что не была пристегнута ремнем безопасности. Погибшую женщину сыграла ирландская киноактриса Элейн Кэссиди.
Видеоклип «The Scientist» стал не менее знаменитым, чем сама композиция. На данный момент он имеет свыше одного миллиарда просмотров и более пяти миллиона лайков, таким образом являясь одним из самых просматриваемых видеоклипов Coldplay и мира. В 2003 году видео получило несколько наград MTV Video Music Awards за лучшее групповое видео, лучшую режиссуру и видео-прорыв. Он также был номинирован на премию Грэмми 2004 года за лучший короткометражный музыкальный видеоклип, но проиграл видео Джонни Кэша на «Hurt». На церемонию вручения Кэш, так как находился в больнице, и Coldplay спели эту песню, посвятив её ему. Музыканты Coldplay очень вдохновлялись творчеством Джонни Кэша. Отец Криса Мартина часто слушал музыку Кэша в семейной машине, когда Крис был маленьким, и голос и музыка Кэша уже тогда впечатлили его: «Он мой герой. У него просто сумасшедший голос…он звучал как инопланетянин из Америки — до которой, как мне казалось, миллионы километров, — а этот парень из самого сердца». Крис Мартин хотел записать в следующем альбоме песню «Till Kingdom Come» совместно с Джонни Кэшом, но тот скончался за день до планируемой записи из-за осложнений, вызванных диабетом.
К 20-летию A Rush of Blood to the Head группа выпустила новую ремастер-версию видеоклипа в разрешении 4K, которое было восстановлено и переработано с оригинальной 35-мм пленки.

## Список композиций
| №  | Название        | Длительность |
| -- | --------------- | ------------ |
| 1. | «The Scientist» | 5:11         |
| 2. | «1.36»          | 2:05         |
| 3. | «I Ran Away»    | 4:26         |

- "1.36" features Tim Wheeler of Ash on guitar.

| №  | Название                                            | Длительность |
| -- | --------------------------------------------------- | ------------ |
| 1. | «The Scientist» (Edit)                              |              |
| 2. | «The Scientist» (video running backwards)           |              |
| 3. | «Lips Like Sugar» (Live, Echo & the Bunnymen–Cover) |              |
| 4. | «Interview with band members»                       |              |

## Участники записи
Coldplay
- Крис Мартин — вокал, пианино
- Джонни Бакленд — гитара, акустическая гитара
- Гай Берриман — бас-гитара
- Уилл Чемпион — ударные, перкуссия, бэк-вокал

Приглашенные музыканты
- Одри Райли — струнные

## Позиции в хит-парадах

### Еженедельные чарты
| Чарт (2002—2003)                              | Высшая позиция |
| --------------------------------------------- | -------------- |
| Австралия                                     | 40             |
| Валлония                                      | 10             |
| Фландрия                                      | 6              |
| Великобритания                                | 10             |
| Венгрия                                       | 18             |
| Ирландия                                      | 15             |
| Италия                                        | 23             |
| Канада                                        | 16             |
| Нидерланды (Nederlandse Top 40)               | 4              |
| Нидерланды (Single Top 100)                   | 20             |
| США (Adult Top 40)                            | 34             |
| США (Альтернативы на радио)                   | 5              |
| США (Альтернативы на радио, расширенный чарт) | 18             |
| Шотландия                                     | 10             |

| Чарт (2009) | Высшая позиция |
| ----------- | -------------- |
| Австрия     | 8              |
| Германия    | 26             |
| Швейцария   | 28             |

| Чарт (2009) | Высшая позиция |
| ----------- | -------------- |
| США         | 8              |
| Германия    | 26             |
| Швейцария   | 28             |

## Комментарии
1. ↑  Крис Мартин настоял, чтобы режиссером клипа выступил именно Джейми Трейвс. Ему безумно понравилась его работа над клипом песни Radiohead «No Surprises». Следуя из высказываний всех участников группы на MTV, видеоклип к композиции позаимствовал тему тревоги, самоубийства, крысиного бега и ненависти к себе от данного видеоклипа[70].